# Qagan
Die Großgemeinde Qagan (chinesisch 嵯崗鎮 / 嵯岗镇, Pinyin Cuógǎng Zhèn, Mongolisch qagaan für die Farbe „Weiß“) wurde 1956 gegründet und liegt im Norden des Neuen Linken Bargu-Banners, das zum Verwaltungsgebiets der Stadt Hulun Buir im Autonomen Gebiet Innere Mongolei der Volksrepublik China gehört.
Qagan hat eine Fläche von 2105 km² und hatte Ende 2003 über 5000 Einwohner. Das Verwaltungsgebiet der Großgemeinde grenzt im Osten an das Alte Bargu-Banner, im Süden an den Hadanai-Hoolai-See (哈达乃浩来,  Hādánǎi Hǎolái, Überlaufsee des Hulun Hu) und den Sum Jabhulangt, im Westen an die Staatsweide Qagan Shuangwa und im Norden, getrennt durch den Grenzfluss Ergun He an Russland. Qagans Einwohner sind ganz überwiegend Mongolen, daneben gibt es einige Han, Daur, Russen, Hui und Ewenken. Qagans ökonomische Basis ist die Wanderviehwirtschaft der Mongolen und in kleinerem Umfang die milchverarbeitende Industrie sowie eine Schnapsbrennerei.

## Administrative Gliederung
Die Großgemeinde ist in drei Einwohnergemeinschaften und drei Gaqaa (嘎查) der Viehhirten untergliedert. Diese sind:
- Einwohnergemeinschaft Nuogang (诺岗社区), Zentrum, Regierungssitz der Großgemeinde,
- Einwohnergemeinschaft Bayan Qagan (巴音查干社区),
- Einwohnergemeinschaft Erdun Uul (额尔敦乌拉社区),
- Gaqaa Bayan Uul (巴音乌拉嘎查),
- Gaqaa Galbur (嘎拉布尔嘎查),
- Gaqaa Ih Uul (伊和乌拉嘎查).

Koordinaten: 49° 16′ N, 118° 6′ O